# Uudenmaankatu (Turku)
Pour les articles homonymes, voir Uudenmaankatu.
Uudenmaankatu est l'une des rues du plan hippodamien du centre-ville de Turku en Finlande.

## Présentation
Uudenmaankatu est plus large que les autres rues du plan hippodamien du centre-ville de Turku.
Uudenmaankatu s'étend du pont Tuomiokirkkosilta de l'Aurajoki, jusqu'au parc Kupittaanpuisto.
La longueur de la rue Uusimaankatu est d'environ 850 mètres,.
Uudenmaankatu devient Uudenmaantie au croisement de Kupittankatu.
Elle fait partie de l'ancienne route principale menant de Turku à Helsinki, l'actuelle route régionale 110, qui avant la construction de l'autoroute était la route nationale 1.
Uudenmaankadun croise les rues Itäinen Rantakatu, Tuomiokirkontori, Vanha Suurtori, Hämeenkatu, Teininkuja, Vähä Hämeenkatu, Pyhän Kerttulin oikopolku, Sirkkalankatu, Itäinen Pitkäkatu et Kupittaankatu.

## Bâtiments et parcs
Le long d'Uudenmaankatu ou dans ses environs immédiats se trouvent, entre autres les bâtiments de Vanha Suurtori, le bâtiment principal de l'Åbo Akademi et la Cathédrale de Turku.
Uudenmaankatu est bordé par les parcs  Tuomiokirkonpuisto, Brahenpuisto, Porthaninpuisto, Vartiovuorenmäki, Kupittaankenttä et Kupittaanpuisto.

## Les rues en perspective d'Engel
Uudenmaankatu et Aninkaistenkatu forment l'une des trois rues dites en perspective conçues par Carl Ludvig Engel, après le grand incendie de Turku, selon un plan hippodamien, plus larges que les autres rues, selon lequel les ponts sur l'Aurajoki devaient également être construits.
Les autres rues similaires étaient Kaskenkatu–Aurakatu et Puistokatu–Martinkatu.
Les vues en perspective des longues lignes de rue convergent en un seul point au loin
Le plan du site d'Engel devait protéger la ville des incendies.
Les caractéristiques du plan du site comprenaient des artères de circulation des pompiers entre les pâtés de maisons et des rues de parc plus larges que les autres rues, qui divisaient la ville en zones d'incendie
Le pont de la cathédrale reliant Uudenmaankatu et Aninkaistenkatu a été achevé dans sa forme actuelle en 1956.

## Galerie

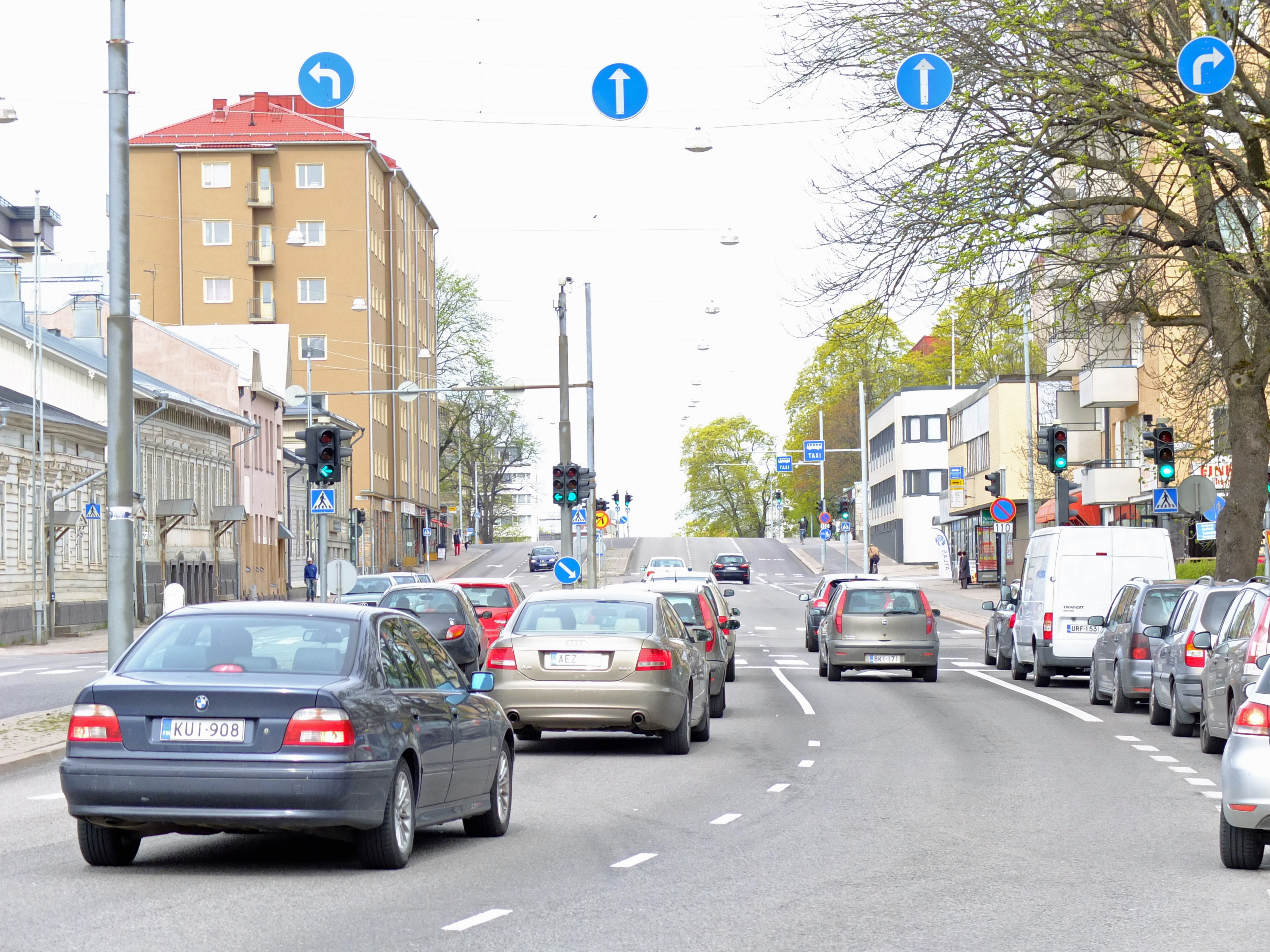
Uudenmaankatu et Kupittaanpuisto.
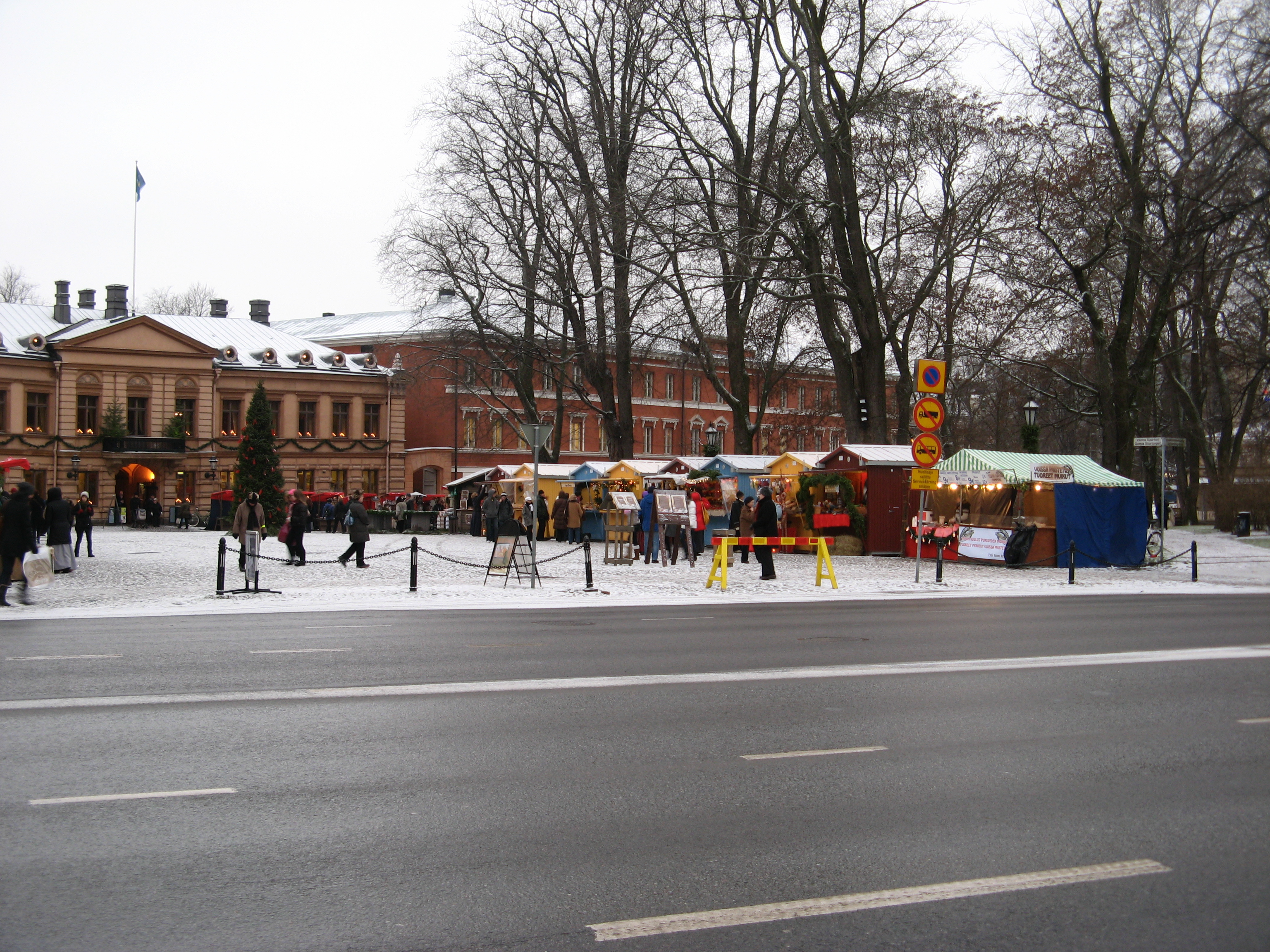
Le marché de Noël sur la place du Vieux Marché.
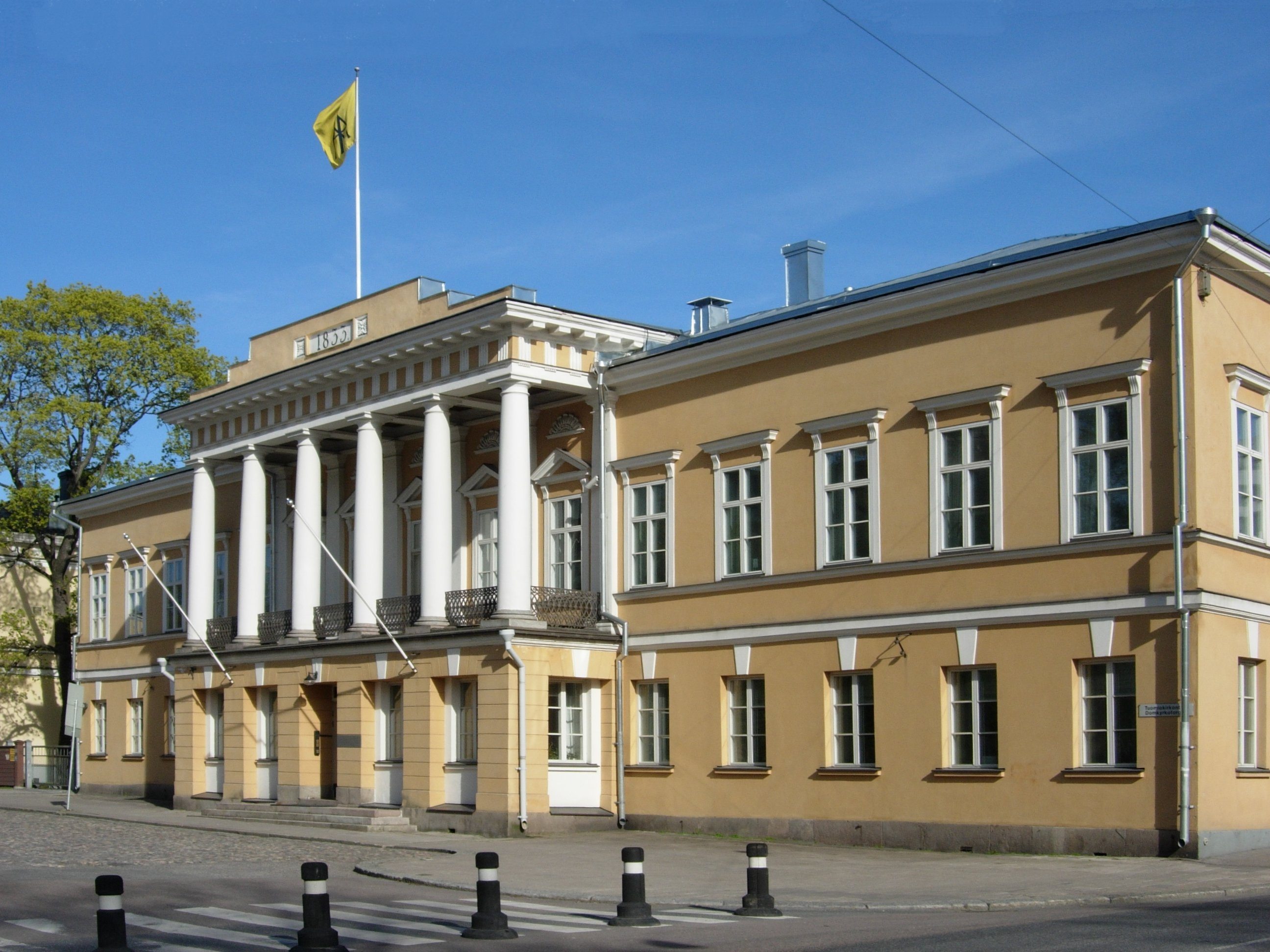
Åbo Akademi.

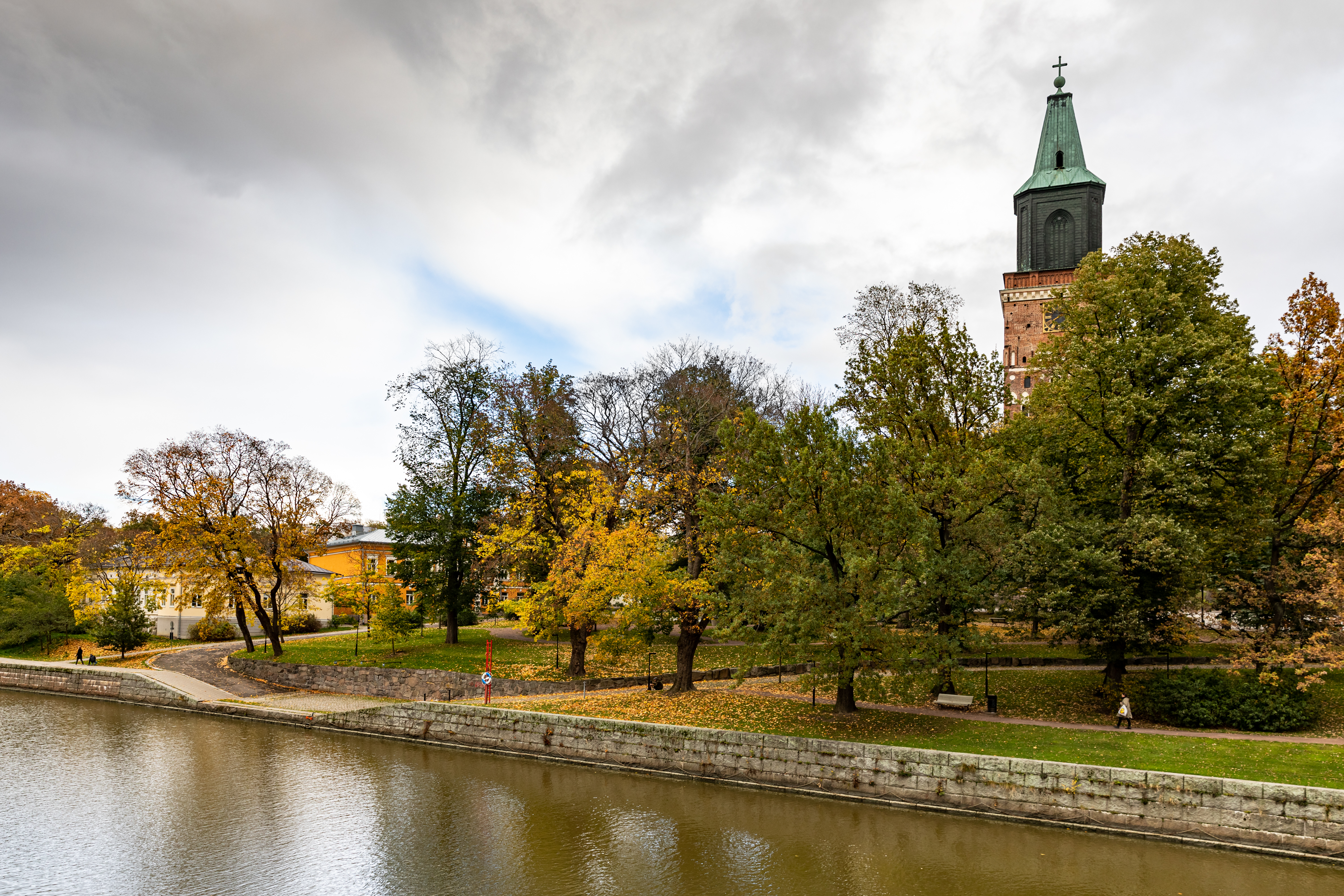
Tuomiokirkonpuisto.
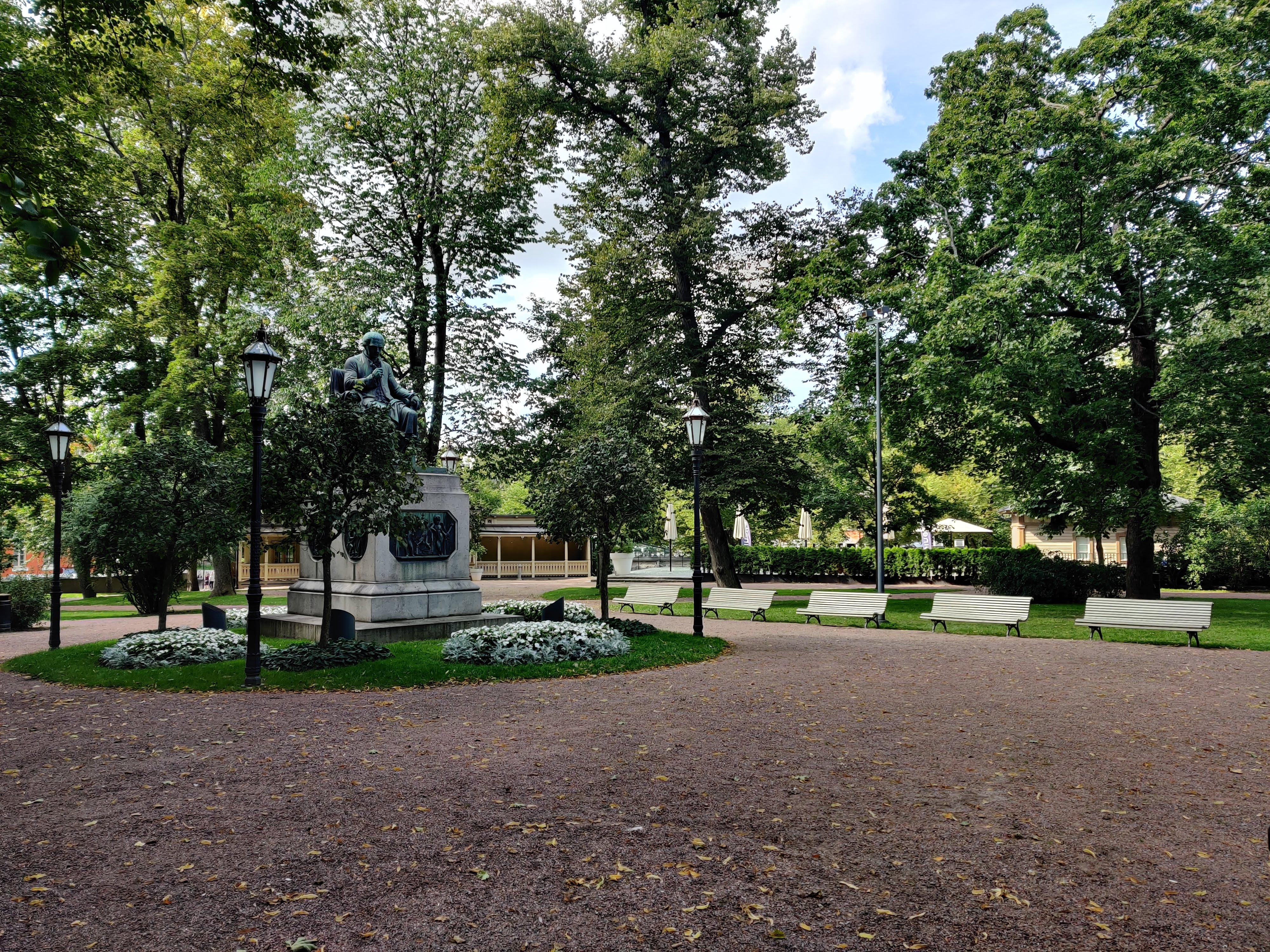
Porthaninpuisto.
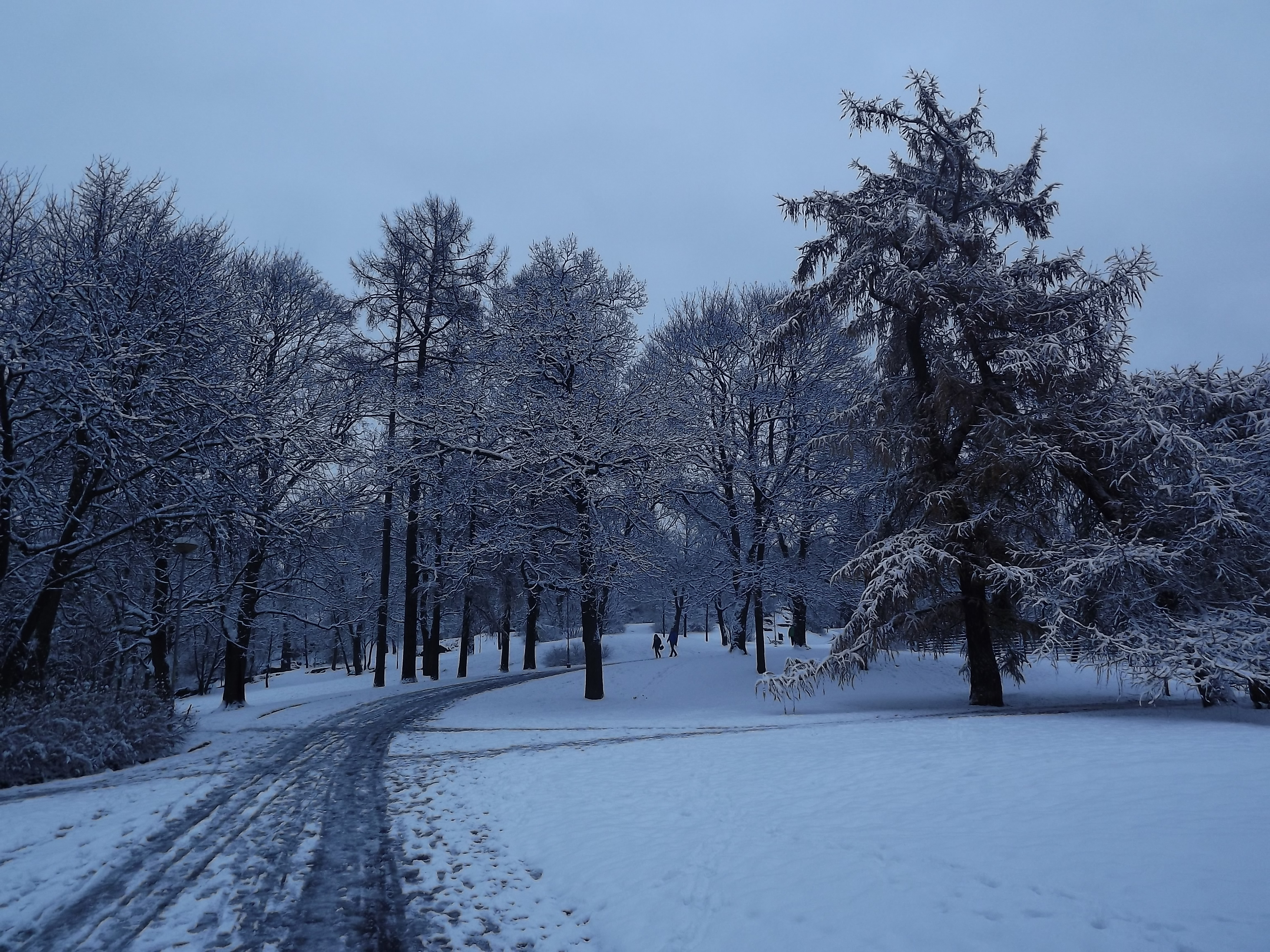
Vartiovuorenmäki.